# Gornja Lapaštica (gmina Medveđa)
Gornja Lapaštica (cyr. Горња Лапаштица) – wieś w Serbii, w okręgu jablanickim, w gminie Medveđa. W 2011 roku liczyła 82 mieszkańców.